# Eugen Tannenbaum
Eugen Tannenbaum (* 9. November 1890 in Offenbach; gestorben am 22. August 1936 in Berlin) war ein deutscher Zeitungsredakteur und Kulturkritiker.

## Leben und Wirken
Eugen Tannenbaum stammte aus einer jüdischen Familie. Er studierte Germanistik in Berlin (1911/12 dokumentiert) und promovierte 1914 in Greifswald (Dr. phil.)
Danach arbeitete er als Publizist und Zeitungskritiker. Mit der Ausgabe vom 13. März 1934 übernahm er die Schriftleitung der Jüdisch-liberalen Zeitung (ab 7. November 1934: Jüdische Allgemeine Zeitung).
Eugen Tannenbaum verfasste einige Bücher. Er schrieb Film- und Kulturkritiken für verschiedene Zeitungen wie B.Z. am Mittag, Berliner Morgenpost, Danziger Zeitung und verfasste Artikel zu weiteren Themen.
Tannenbaum war Mitglied der „Vereinigung für das Religiös-liberale Judentum“.
Er starb „an einem Herzschlag“ kurz nach dem Tod seines Vaters. Er war verheiratet mit Berta Ruth, geborene Dannhäuser.

## Publikationen (Auswahl)
Monographien
- Quellen der Werke Heinrich von Kleists zur Benutzung für literarhistorische Uebungen (Wintersemester 1911/12) zusammengestellt. Mit Heinrich Adolf Grimm.
- Die Elemente der Inszenierung in Hebbels Dramen. Inaugural-Dissertation, Naumburg 1914.
- Friedrich Hebbel und das Theater. B. Behr’s Verlag (Friedrich Feddersen), Berlin, Leipzig 1914; Reprographischer Druck: Gerstenberg, Hildesheim 1978, ISBN 978-3-8067-0768-7 (Inhaltsverzeichnis).
- Great War Letters of German & Austrian Jews. 1914.
- Kriegsbriefe deutscher und österreichischer Juden. Neuer Verlag, Berlin 1915, Classic Reprint 2005; beliebteste Briefsammlung jüdischer Kriegsteilnehmer[4]  (Digitalisat in der Freimann-Sammlung).
- Landsturm. Lieder von der Front. Mit Zeichnungen von Wilhelm Wagner. Juncker, Berlin/Charlottenburg 1915, als Herausgeber.
- Die Jungfrau von Orleans. Eine romantische Tragödie in 5 Aufzügen von Friedrich Schiller. 1922.
- Karussel. Mit anderen Autoren, 1922.
- Philo Zitaten-Lexikon. Worte von Juden. Worte fuer Juden. Mit Ernst Fraenkel (Hrsg.) Philo-Verlag, Berlin 1936 (Digitalisat).

Artikel und Aufsätze
- Theodor Fontane und Berlin. Zu seinem heutigen 100. Geburtstag. In Berliner Morgenpost. 30. Dezember 1919.
- Expressionismus im Film. In: Berliner Abendpost. 29. Februar 1920.
- Rezension zu Der Golem, wie er in die Welt kam. In: B.Z. am Mittag. 30. Oktober 1920.[5]
- Die Maske im Film. In: Das Kino-Journal. 14/603, 1921, S. 2.
- Abraham Goldfaden, Jakob Gordin. In: Jüdisches Lexikon. Band 2, 1927.
- Das Begräbnis des Herrn Glau. Eine Groteske. In: Jüdisch-liberale Zeitung. Jahrgang 14 (1934), Heft 14, 16. Februar 1934 (Digitalisat bei Compact Memory).
- Goethe, Molière, Lipinskaja. Ein heiterer und ein weniger heiterer Abend im Kulturbund. In: Jüdische Allgemeine Zeitung. Jahrgang 14 (1934), Heft 90, 21. November 1934 (Digitalisat bei Compact Memory).
- Mendele Mocher Sforim. Zum 100. Geburtstag des „Großvaters“ der jiddischen Literatur. In: Jüdische Allgemeine Zeitung. Jahrgang 15 (1935), Beilage zu Heft 52, 25. Dezember 1935 (Digitalisat bei Compact Memory).